# SC Rote Erde Hamm
El SC Rote Erde Hamm es un club acuático alemán en la ciudad de Hamm.
Las especialidades que se practican en el club son la natación y el waterpolo.

## Historia
Fue el equipo dominante del polo acuático alemán durante las décadas de 1950 a 1970.

## Palmarés
- 11 veces campeón de la liga de Alemania de waterpolo masculino (1954, 1955, 1956, 1959, 1960, 1964, 1966, 1969, 1971, 1973 y 1975)
- 4 veces campeón de la copa de Alemania de waterpolo masculino (1974, 1975, 1976 y 1977)